# Eurytromma pictulum
Eurytromma pictulum is een hooiwagen uit de familie Podoctidae. De originele naamcombinatie (protoniem) was Podoctis pictulus Pocock, 1903. Een volgende naamrecombinatie werd gepubliceerd als Neopodoctis pictulus (Pocock, 1903) in Roewer, 1923, maar vervolgens gewijzigd als Eurytromma pictulum (Pocock, 1903) in Roewer, 1949. Een alternatieve spelling in sommige online bronnen was "Eurytromma pictulus" , maar blijkbaar niet overgenomen in taxonomische publicaties. De geldige combinatie is Eurytromma pictulum (Pocock, 1903).